# Premio Hugo per il miglior racconto breve
Il premio Hugo per il miglior racconto breve (Hugo Award for Best Short Story) è un premio letterario assegnato annualmente dal 1955 dalla World Science Fiction Society nel corso della Worldcon ad opere di fantascienza o fantasy di lunghezza inferiore alle 7.500 parole.
Il plurivincitore di questo riconoscimento è Harlan Ellison, che l'ha ricevuto quattro volte: nel 1966, 1968, 1969 e 1978. Ellison ha vinto anche tre volte il Premio Hugo per il miglior racconto.

## Vincitori e candidati
I vincitori sono indicati in grassetto. A seguire i finalisti, nell'ordine del sito ufficiale.

### Anni 1950

Arthur C. Clarke, vincitore nel 1956 e del Retro Hugo del 1954 (assegnato nel 2004)

- Arthur C. Clarke, vincitore nel 1956 e del Retro Hugo del 1954 (assegnato nel 2004) 1955:[2] Sarchiapone (Allamagoosa) di Eric Frank Russell
- 1956:[3] La stella (The Star) di Arthur C. Clarke
  - End as a World, by F. L. Wallace
  - King of the Hill di James Blish
  - Nobody Bothers Gus di Algis Budrys
  - The Game of Rat and Dragon di Cordwainer Smith
  - The Dragon di Ray Bradbury
  - Spy Story di Robert Sheckley
  - Twink di Theodore Sturgeon
- 1957: non assegnato
- 1958:[4] La bicicletta da corsa rossa (Or All the Seas with Oysters) di Avram Davidson
- 1959:[5] Quel treno per l'inferno (That Hell-Bound Train) di Robert Bloch
  - They've Been Working On... di Anton Lee Baker
  - L'uomo che uccise Maometto (The Men Who Murdered Mohammed) di Alfred Bester
  - Triggerman di J. F. Bone
  - UFO per la coda (The Edge of the Sea) di Algis Budrys
  - L'avvento sul Canale Dodici (The Advent on Channel Twelve) di C. M. Kornbluth
  - Teoria missilistica (Theory of Rocketry) di C. M. Kornbluth
  - Rump-titty-titty-tum-tah-tì! (Rump-Titty-Titty-Tum-TAH-Tee) di Fritz Leiber
  - Space to Swing a Cat di Stanley Mullen
  - Nine Yards of Other Cloth di Manly Wade Wellman

### Anni 1960

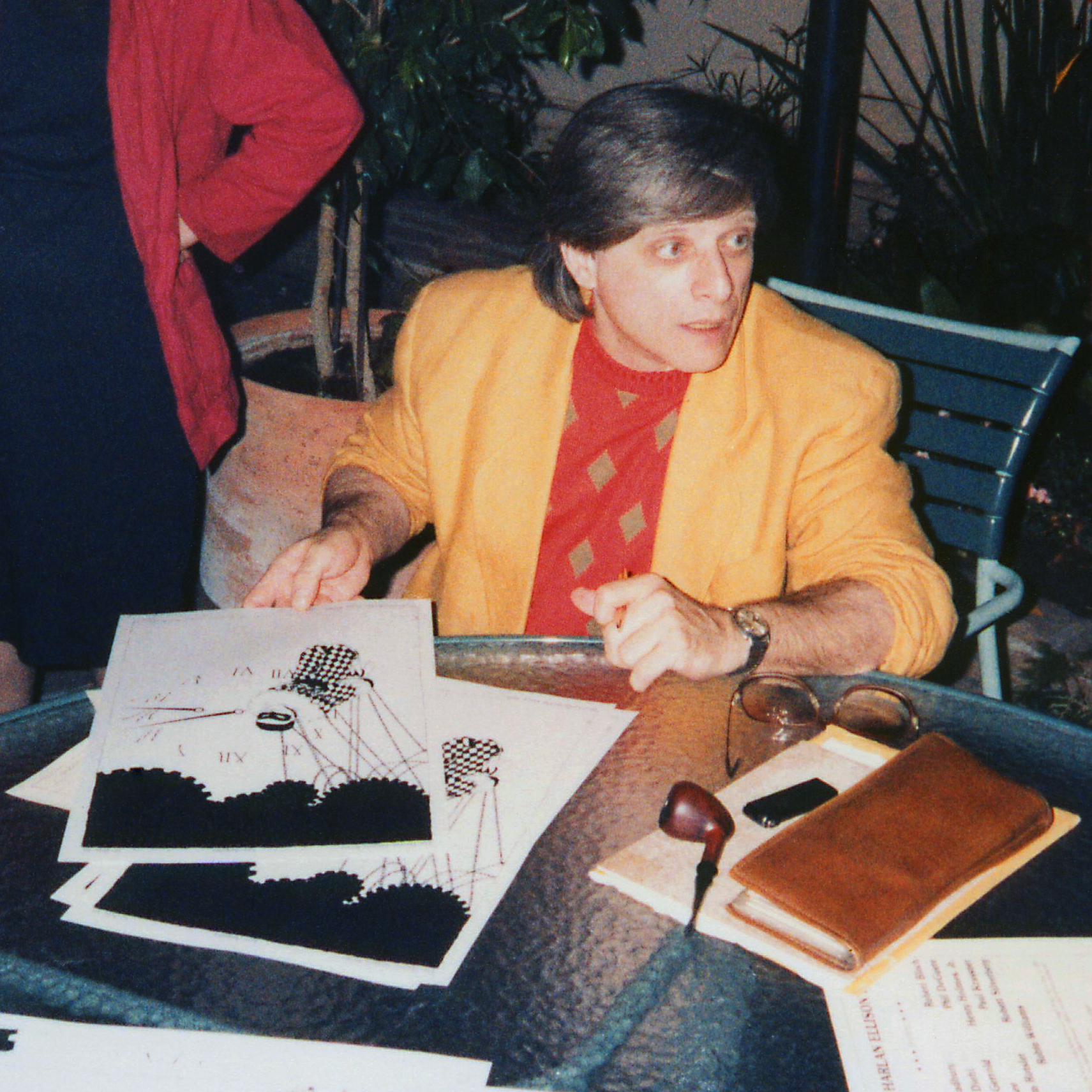
Harlan Ellison, vincitore nel 1966, 1968, 1969 e 1978.

- 1960:[6] Fiori per Algernon (Flowers for Algernon) di Daniel Keyes
  - Un dio dal passato (The Alley Man) di Philip José Farmer
  - The Pi Man di Alfred Bester
  - L'uomo che vide scomparire il mare (The Man Who Lost the Sea) di Theodore Sturgeon
  - Cat and Mouse di Ralph Williams
- 1961:[7] Il viaggio più lungo (The Longest Voyage) di Poul Anderson
  - The Lost Kafoozalum di Pauline Ashwell
  - Il fratello di mia sorella (Open to Me, My Sister o My Sister's Brother) di Philip José Farmer
  - Gente (Need) di Theodore Sturgeon
- 1962:[8] Hothouse di Brian W. Aldiss
  - Complotto spaziale (Monument) di Lloyd Biggle Jr.
  - Scylla's Daughter di Fritz Leiber
  - Status Quo di Mack Reynolds
  - Lion Loose di James H. Schmitz
- 1963:[9] I signori dei draghi (The Dragon Masters) di Jack Vance
  - Myrrha di Gary Jennings
  - L'empio Graal (The Unholy Grail) di Fritz Leiber
  - Se speri, se ami (When You Care, When You Love) di Theodore Sturgeon
  - Where Is the Bird of Fire? di Thomas Burnett Swann
- 1964:[10] L'infiltrazione (No Truce with Kings) di Poul Anderson
  - Servizio di pattuglia (prima parte) (Code Three) di Rick Raphael
  - Una rosa per l'Ecclesiaste (A Rose for Ecclesiastes) di Roger Zelazny
  - Savage Pellucidar di Edgar Rice Burroughs
- 1965:[11] Soldato non chiedere (Soldier, Ask Not) di Gordon R. Dickson
  - Servizio di pattuglia (seconda parte) (Once a Cop) di Rick Raphael
  - Straccio (Little Dog Gone) di Robert F. Young
- 1966:[12] «Pentiti Arlecchino!» disse l'uomo del tic-tac ("Repent, Harlequin!" Said the Ticktockman) di Harlan Ellison
  - Scorreria e vendetta (Marque and Reprisal) di Poul Anderson[13]
  - Day of the Great Shout (Day of the Great Shout) di Philip José Farmer[14]
  - Il porto delle stelle[15] o La rampa delle stelle (Stardock) di Fritz Leiber
  - Le porte del suo viso, i fuochi della sua bocca (The Doors of His Face, the Lamps of His Mouth) di Roger Zelazny
- 1967:[16] Stella di neutroni (Neutron Star) di Larry Niven
  - Man In His Time di Brian Aldiss
  - Delusion for a Dragon Slayer di Harlan Ellison
  - Rat Race di Raymond F. Jones
  - Il posto segreto (The Secret Place) di Richard McKenna
  - Mister burlone (Mr. Jester) di Fred Saberhagen
  - Luce di giorni passati (Light of Other Days) di Bob Shaw
  - Torna la forza (Comes Now the Power) di Roger Zelazny
- 1968:[17] Non ho bocca, e devo urlare (I Have No Mouth, and I Must Scream) di Harlan Ellison
  - L'uomo-puzzle (The Jigsaw Man) di Larry Niven
  - Sì, e Gomorra ("Aye, and Gomorrah…") di Samuel R. Delany
- 1969:[18] La bestia che gridava amore nel cuore del mondo (The Beast that Shouted Love at the Heart of the World) di Harlan Ellison
  - All the Myriad Ways di Larry Niven
  - La danza del Mutante e dei Tre (The Dance of the Changer and the Three) di Terry Carr
  - The Steiger Effect di Betsy Curtis
  - Maschere (Masks) di Damon Knight

### Anni 1970

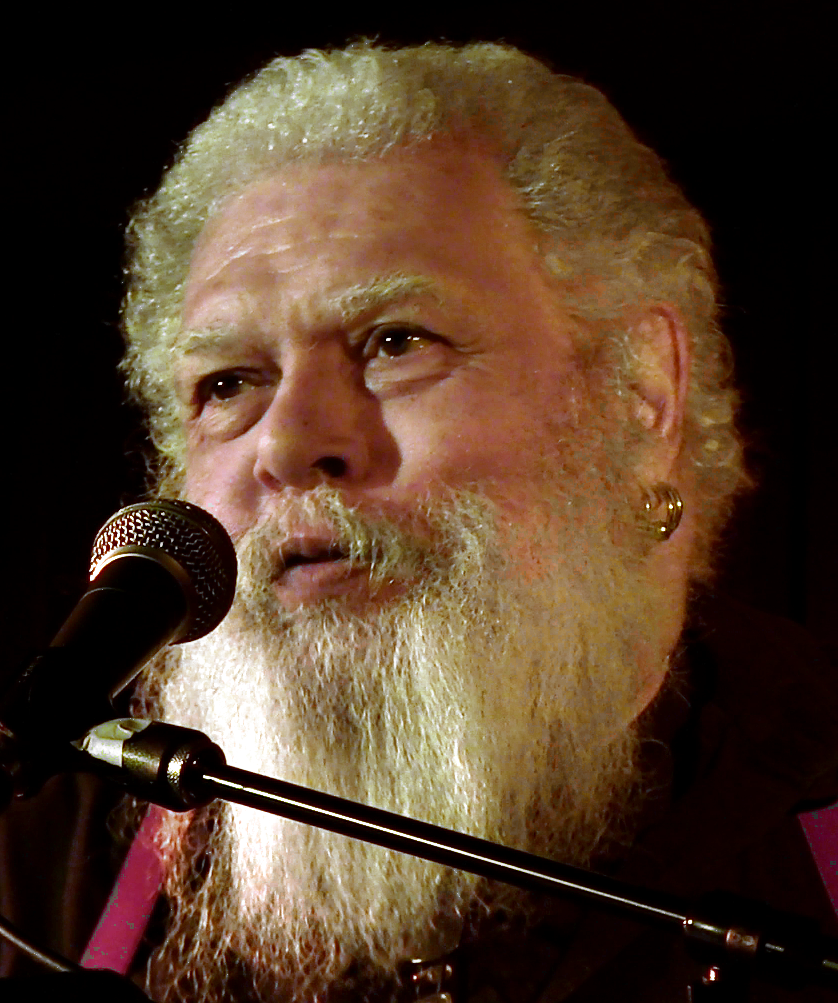
Samuel R. Delany, vincitore nel 1970.

- 1970:[19] Il tempo considerato come una spirale di pietre semipreziose (Time Considered as a Helix of Semi-Precious Stones) di Samuel R. Delany
  - Passeggeri (Passengers) di Robert Silverberg
  - Not Long Before the End di Larry Niven
  - Deeper Than the Darkness di Gregory Benford
  - Winter's King di Ursula K. Le Guin
- 1971:[20] Scultura lenta (Slow Sculpture) di Theodore Sturgeon
  -  Continua sulla prossima roccia (Continued on Next Rock) di R. A. Lafferty
  - Jean Duprès di Gordon R. Dickson
  - In the Queue di Keith Laumer
  - Brillo di Ben Bova e Harlan Ellison
- 1972:[21] Luna incostante (Inconstant Moon) di Larry Niven
  - Più vasto degli imperi e più lento (Vaster Than Empires and More Slow) di Ursula K. Le Guin
  - Il paese d'autunno (The Autumn Land) di Clifford D. Simak
  - The Bear with the Knot on His Tail di Stephen Tall
  - Sky di R. A. Lafferty
  - All the Last Wars at Once di George Alec Effinger
- 1973:[22] Buono a nulla (Eurema's Dam) di R. A. Lafferty ex aequo La riunione (The Meeting) di Frederik Pohl e C. M. Kornbluth
  - Quando andammo a vedere la fine del mondo (When We Went to See the End of the World) di Robert Silverberg
  - E mi svegliai e mi trovai qui sul freddo pendio della collina (And I Awoke and Found Me Here on the Cold Hill's Side) di James Tiptree Jr.
  - Quando cambiò (When It Changed) di Joanna Russ
- 1974:[23] Quelli che si allontanano da Omelas (The Ones Who Walk Away from Omelas) di Ursula K. Le Guin
  - Al mattino calano le nebbie (With Morning Comes Mistfall) di George R. R. Martin
  - Il cantiere (Construction Shack) di Clifford D. Simak
  - Ali (Wings) di Vonda N. McIntyre
- 1975:[24] L'uomo del buco (The Hole Man) di Larry Niven
  - La fuga di quattro ore (The Four-Hour Fugue) di Alfred Bester
  - Odissea di Catadonia (Cathadonian Odyssey) di Michael Bishop
  - Il giorno prima della rivoluzione (The Day Before the Revolution) di Ursula K. Le Guin
  - Schwartz tra le Galassie (Schwartz Between the Galaxies) di Robert Silverberg
- 1976:[25] L'ingegner Dolf (Catch That Zeppelin!) di Fritz Leiber
  - Croatoan di Harlan Ellison
  - Bambina di tutte le età (Child of All Ages) di P. J. Plauger
  - Sail the Tide of Mourning di Richard A. Lupoff
  - Rogue Tomato di Michael Bishop
  -  Io sono Lennon (Doing Lennon) di Gregory Benford
- 1977:[26] Tricentenario (Tricentennial) di Joe Haldeman
  - A Crowd of Shadows di Charles L. Grant
  - T'ho visto (I See You) di Damon Knight
  - Custom Fitting di James White
- 1978:[27] Jeffty ha cinque anni (Jeffty Is Five) di Harlan Ellison
  - Razzia aerea (Air Raid) di John Varley
  - Dog Day Evening di Spider Robinson
  - Lauralyn di Randall Garrett
  - Time-Sharing Angel di James Tiptree Jr.
- 1979:[28] Cassandra di C. J. Cherryh
  - Conta le ore che segnano il tempo (Count the Clock That Tells the Time) di Harlan Ellison
  - L'universo sotto i miei occhi (View from a Height) di Joan D. Vinge
  - Stone di Edward Bryant
  - Cronomacchina molto lenta (The Very Slow Time Machine) di Ian Watson

### Anni 1980

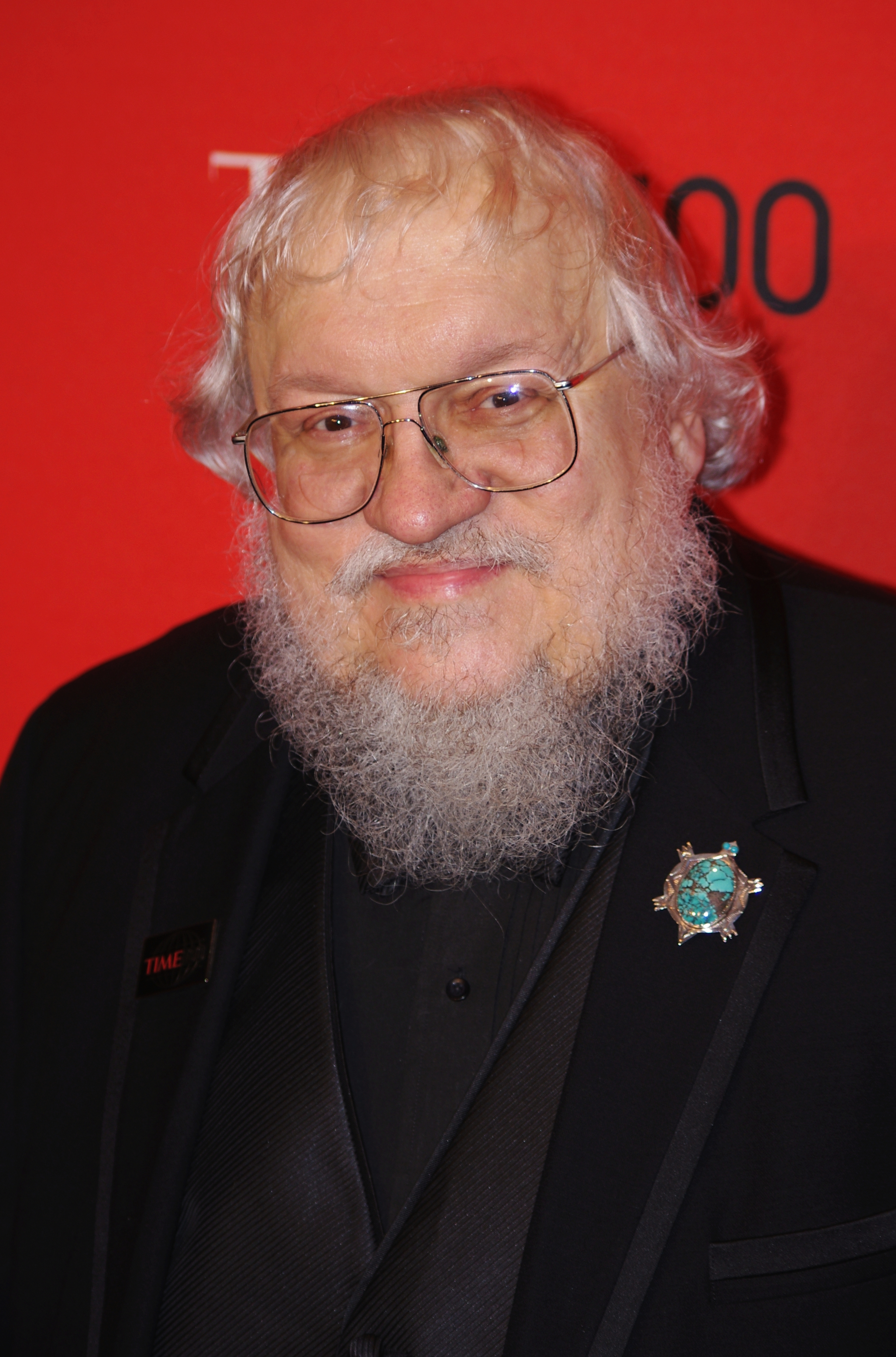
George R. R. Martin, vincitore nel 1980

- 1980:[29] La via della Croce e del Drago (The Way of Cross and Dragon) di George R. R. Martin
  - Sonata senza accompagnamento (Unaccompanied Sonata) di Orson Scott Card
  - Can These Bones Live? di Ted Reynolds
  - giANTS di Edward Bryant
  - Daisy, nel sole (Daisy, in the Sun) di Connie Willis
- 1981:[30] La grotta dei cervi danzanti (Grotto of the Dancing Deer) di Clifford D. Simak
  - Nostra signora dei sauropodi (Our Lady of the Sauropods) di Robert Silverberg
  - Spidersong di Susan C. Petrey
  - Cold Hands di Jeff Duntemann
  - Guardian di Jeff Duntemann
- 1982:[31] Lo spacciatore (The Pusher) di John Varley
  - The Woman the Unicorn Loved di Gene Wolfe
  - Absent Thee from Felicity Awhile... di Somtow Sucharitkul
  - The Quiet di George Florance-Guthridge
- 1983:[32] Elefanti malinconici (Melancholy Elephants) di Spider Robinson
  - Sur di Ursula K. Le Guin
  - The Boy Who Waterskied to Forever di James Tiptree Jr.
  - Spider Rose di Bruce Sterling
  - Ike at the Mike di Howard Waldrop
- 1984:[33] Il suono delle parole (Speech Sounds) di Octavia E. Butler
  - Al servizio del popolo (Servant of the People) di Frederik Pohl
  - The Geometry of Narrative di Hilbert Schenck
  - The Peacemaker di Gardner Dozois
  - Il misterioso e magico emporio di mister Wong (Wong's Lost and Found Emporium) di William F. Wu
- 1985:[34] Le sfere di cristallo (The Crystal Spheres) di David Brin
  - Gli alieni che sapevano proprio tutto (The Aliens Who Knew, I Mean, Everything) di George Alec Effinger
  - Symphony for a Lost Traveler di Lee Killough
  - Salvador di Lucius Shepard
  - Arrampicare (Ridge Running) di Kim Stanley Robinson
  - Rory di Steven Gould
- 1986:[35] Il paradosso di Fermi (Fermi and Frost) di Frederik Pohl
  - Rock and roll e dischi volanti (Flying Saucer Rock & Roll) di Howard Waldrop
  - Neve (Snow) di John Crowley
  - Cena a Audoghast (Dinner in Audoghast) di Bruce Sterling
  - Hong's Bluff di William F. Wu
- 1987:[36] Quarta dimensione (Tangents) di Greg Bear
  - Sogni di robot (Robot Dreams) di Isaac Asimov
  - Il ragazzo che intrecciava le criniere (The Boy Who Plaited Manes) di Nancy Springer
  - Still Life di David S. Garnett
  - Rat (racconto) di James Patrick Kelly
- 1988:[37] Perché me ne sono andato dal locale di Harry (Why I Left Harry's All-Night Hamburgers) di Lawrence Watt-Evans
  - Forever Yours, Anna di Kate Wilhelm
  - Angelo (Angel) di Pat Cadigan
  - La notte dell'invasione (Night of the Cooters) di Howard Waldrop
  - Il fedele compagno (The Faithful Companion at Forty) di Karen Joy Fowler
  - Cassandra's Photographs di Lisa Goldstein
- 1989:[38] Kirinyaga di Mike Resnick
  - Il flagello dell'altruismo (The Giving Plague) di David Brin
  - Increspature nel mare di Dirac (Ripples in the Dirac Sea) di Geoffrey A. Landis
  - La nostra Chernobyl neurale (Our Neural Chernobyl) di Bruce Sterling
  - Strategie stabili per quadri intermedi (Stable Strategies for Middle Management) di Eileen Gunn
  - The Fort Moxie Branch di Jack McDevitt

### Anni 1990

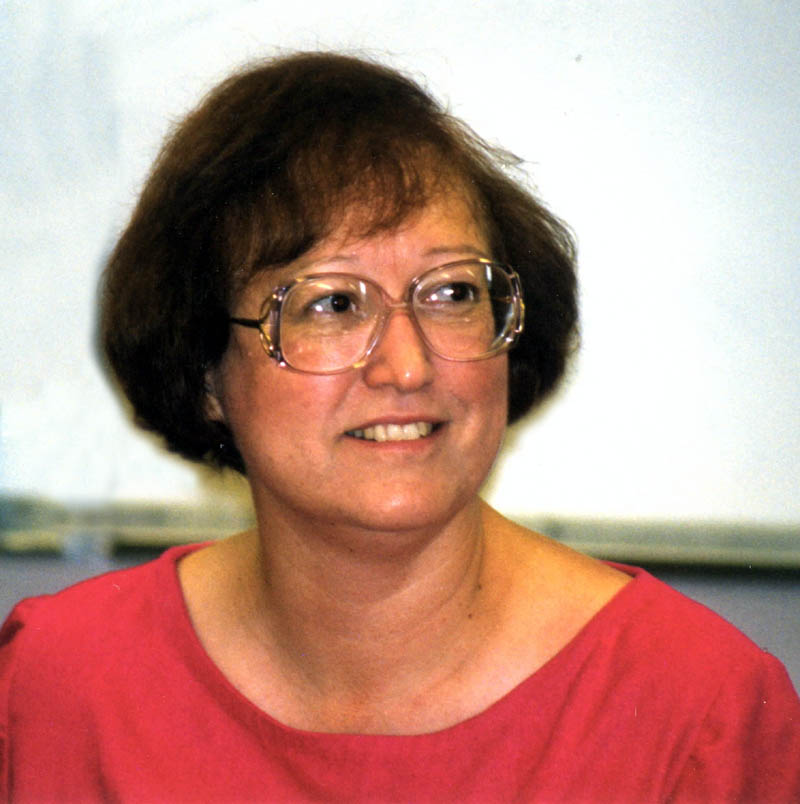
Connie Willis, vincitrice nel 1993, 1994 e 1997

- Connie Willis, vincitrice nel 1993, 1994 e 1997 1990:[39] Plenilunio (Boobs) di Suzy McKee Charnas
  - Lost Boys di Orson Scott Card
  - Un computer per amico (Computer Friendly) di Eileen Gunn
  - Il ritorno di William Proxmire (The Return of William Proxmire) di Larry Niven
  - Il margine del mondo (The Edge of the World) di Michael Swanwick
  - Dori Bangs di Bruce Sterling
- 1991:[40] Quando gli orsi scoprirono il fuoco (Bears Discover Fire) di Terry Bisson
  - Cibola di Connie Willis
  - Godspeed di Charles Sheffield
  - Extraterrestri in fabbrica (The Utility Man) di Robert Reed
  - VRM-547 di W. R. Thompson
- 1992:[41] Una passeggiata al sole (A Walk in the Sun) di Geoffrey A. Landis
  - One Perfect Morning, with Jackals di Mike Resnick
  - Nel cretaceo superiore (In the Late Cretaceous) di Connie Willis
  - Solstizio d'inverno (Winter Solstice) di Mike Resnick
  - Bancomat (Press Ann) di Terry Bisson
  - Buffalo di John Kessel
  - Dog's Life di Martha Soukup
- 1993:[42] Anche la Regina (Even the Queen) di Connie Willis
  - The Mountain to Mohammed di Nancy Kress
  - The Lotus and the Spear di Mike Resnick
  - The Arbitrary Placement of Walls di Martha Soukup
  - The Winterberry di Nicholas A. DiChario
- 1994:[43] Morte sul Nilo (Death on the Nile) di Connie Willis
  - Mwalimu in the Squared Circle di Mike Resnick
  - The Story So Far di Martha Soukup
  - The Good Pup di Bridget McKenna
  - England Underway di Terry Bisson
- 1995:[44] Nessuno è così cieco (None So Blind) di Joe Haldeman
  - I Know What You're Thinking di Kate Wilhelm
  - Barnaby in Exile di Mike Resnick
  - Dead Man's Curve di Terry Bisson
  - Accettare l'entropia (Understanding Entropy) di Barry N. Malzberg
  - Mrs. Lincoln's China di M. Shayne Bell
- 1996:[45] Il treno di Lincoln (The Lincoln Train) di Maureen F. McHugh
  - A Birthday di Esther M. Friesner
  - TeleAbsence di Michael A. Burstein
  - Life on the Moon di Tony Daniel
  - Walking Out di Michael Swanwick
- 1997:[46] L'anima sceglie i propri compagni (The Soul Selects Her Own Society) di Connie Willis
  - Un-Birthday Boy di James White
  - The Dead di Michael Swanwick
  - Decency di Robert Reed
  - Gone di John Crowley
- 1998:[47] Le 43 dinastie di Antares (The 43 Antarean Dynasties) di Mike Resnick
  - Ragnetto, bel ragnetto (Itsy Bitsy Spider) di James Patrick Kelly
  - No Planets Strike di Gene Wolfe
  - The Hand You're Dealt di Robert J. Sawyer
  - Standing Room Only di Karen Joy Fowler
  - Beluthahatchie di Andy Duncan
- 1999:[48] La pulsazione della macchina (The Very Pulse of the Machine) di Michael Swanwick
  - Maneki Neko di Bruce Sterling
  - Porte radianti (Radiant Doors) di Michael Swanwick
  - Wild Minds di Michael Swanwick
  - Cosmic Corkscrew di Michael A. Burstein
  - L'altra metà del cielo (Whiptail) di Robert Reed

### Anni 2000

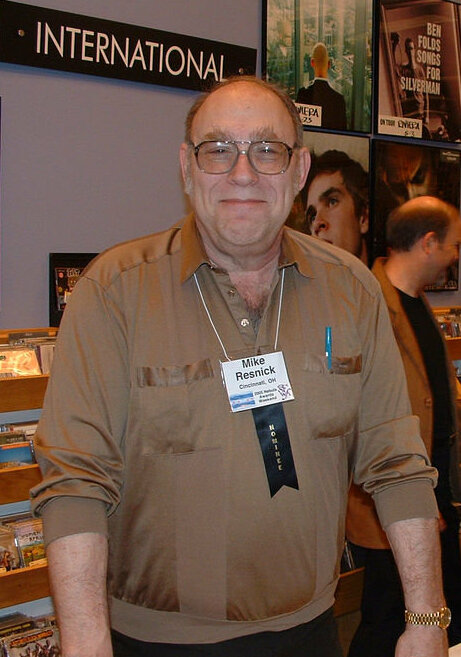
Mike Resnick, vincitore nel 1989, 1998 e 2005

- 2000:[49] Scherzo con il tirannosauro (Scherzo with Tyrannosaur) di Michael Swanwick
  - Motori antichi (Ancient Engines) di Michael Swanwick
  - Hothouse Flowers di Mike Resnick
  - I diritti delle vittime (macs) di Terry Bisson
  - Sarajevo di Nick DiChario
- 2001:[50] Tipi diversi di oscurità (Different Kinds of Darkness) di David Langford
  - Kaddish for the Last Survivor di Michael A. Burstein
  - Moon Dogs di Michael Swanwick
  - Gli elefanti di Nettuno (The Elephants on Neptune) di Mike Resnick
  - The Gravity Mine di Stephen Baxter
- 2002:[51] Il cane che diceva: "Bau" (The Dog Said Bow-Wow) di Michael Swanwick
  - Le ossa della Terra (The Bones of the Earth) di Ursula K. Le Guin
  - Old MacDonald Had a Farm di Mike Resnick
  - The Ghost Pit di Stephen Baxter
  - Spaceships di Michael A. Burstein
- 2003:[52] Falling Onto Mars di Geoffrey A. Landis
  - "Hello", Said the Stick di Michael Swanwick
  - The Little Cat Laughed to See Such Sport di Michael Swanwick
  - Creation di Jeffrey Ford
  - La stagione degli agnelli di Molly Gloss
- 2004:[53] Uno studio in smeraldo (A Study in Emerald) di Neil Gaiman
  - Paying It Forward di Michael A. Burstein
  - Robots Don't Cry di Mike Resnick
  - Quattro romanzi brevi (Four Short Novels) di Joe Haldeman
  - The Tale of the Golden Eagle di David D. Levine
- 2005:[54] In viaggio coi miei gatti (Travels with My Cats) di Mike Resnick
  - The Best Christmas Ever di James Patrick Kelly
  - La principessa della Terra (A Princess of Earth) di Mike Resnick
  - Shed Skin di Robert J. Sawyer
  - Decisions di Michael A. Burstein
- 2006:[55] Tk'tk'tk di David D. Levine
  - Seventy-Five Years di Michael A. Burstein
  - The Clockwork Atom Bomb di Dominic Green
  - Cantare per mia sorella che scende giù (Singing My Sister Down) di Margo Lanagan
  - Lungo la strada dei ricordi (Down Memory Lane) di Mike Resnick
- 2007:[56] Sogni impossibili (Impossible Dreams) di Tim Pratt
  - Come parlare con le ragazze alle feste (How to Talk to Girls at Parties) di Neil Gaiman
  - Eight Episodes di Robert Reed
  - Kin di Bruce McAllister
  - The House Beyond Your Sky di Benjamin Rosenbaum
- 2008:[57] Sulla spiaggia (Tideline) di Elizabeth Bear
  - A Small Room in Koboldtown di Michael Swanwick
  - Last Contact di Stephen Baxter
  - Chi ha paura di Wolf 359? (Who's Afraid of Wolf 359?) di Ken MacLeod
  - Distant Replay di Mike Resnick
- 2009:[58] Respiro (Exhalation) di Ted Chiang
  - 26 Monkeys, Also the Abyss di Kij Johnson
  - From Babel's Fall'n Glory We Fled di Michael Swanwick
  - Evil Robot Monkey di Mary Robinette Kowal
  - Article of Faith di Mike Resnick

### Anni 2010
- 2010:[59] La sposa fredda (Bridesicle) di Will McIntosh
  - The Bride of Frankenstein di Mike Resnick
  - Non-Zero Probabilities di N.K. Jemisin
  - Spar di Kij Johnson
  - The Moment di Lawrence M. Schoen
- 2011:[60] For Want of a Nail di Mary Robinette Kowal
  - Ponies di Kij Johnson
  - Amaryllis di Carrie Vaughn
  - The Things di Peter Watts
- 2012:[61] Il serraglio di carta (The Paper Menagerie) di Ken Liu
  - The Cartographer Wasps and the Anarchist Bees di E. Lily Yu
  - The Homecoming di Mike Resnick
  - Movement di Nancy Fulda
  - Shadow War of the Night Dragons: Book One: The Dead City: Prologue di John Scalzi
- 2013:[62] Mono no Aware di Ken Liu
  - Immersion di Aliette de Bodard
  - Mantis Wives di Kij Johnson
- 2014:[63] The Water That Falls on You from Nowhere di John Chu
  - Selkie Stories Are for Losers di Sofia Samatar
  - If You Were a Dinosaur, My Love di Rachel Swirsky
  - The Ink Readers of Doi Saket di Thomas Olde Heuvelt
- 2015:[64] premio non assegnato
  - Totaled di Kary English
  - A Single Samurai di Steven Diamond
  - Turncoat di Steve Rzasa
  - On A Spiritual Plain di Lou Antonelli
  - The Parliament of Beasts and Birds di John C. Wright
- 2016:[65] Cat Pictures Please di Naomi Kritzer
  - Space Raptor Butt Invasion di Chuck Tingle
  - Asymmetrical Warfare di S. R. Algernon
  - Seven Kill Tiger di Charles Shao
  - If You Were an Award, My Love di Juan Tabo e S. Harris
- 2017:[66] Seasons of Glass and Iron di Amal El-Mohtar
  - The City Born Great di N. K. Jemisin
  - That Game We Played During the War di Carrie Vaughn
  - A Fist of Permutations in Lightning and Wildflowers di Alyssa Wong
  - Our Talons Can Crush Galaxies di Brooke Bolander
  - An Unimaginable Light di John C. Wright
- 2018:[67] Welcome to your Authentic Indian Experience™ di Rebecca Roanhorse
  - Fandom for Robots di Vina Jie-Min Prasad
  - The Martian Obelisk di Linda Nagata
  - Sun, Moon, Dust di Ursula Vernon
  - Carnival Nine di Caroline M. Yoachim
  - Clearly Lettered in a Mostly Steady Hand di by Fran Wilde
- 2019:[68] A Witch's Guide to Escape: A Practical Compendium of Portal Fantasies di Alix E. Harrow
  - The Tale of the Three Beautiful Raptor Sisters, and the Prince Who Was Made of Meat di Brooke Bolander
  - The Secret Lives of the Nine Negro Teeth of George Washington di P. Djèlí Clark
  - STET di Sarah Gailey
  - The Rose MacGregor Drinking and Admiration Society di Ursula Vernon (T. Kingfisher)
  - The Court Magician di Sarah Pinsker

### Anni 2020
- 2020:[69] As the Last I May Know di S. L. Huang
  - And Now His Lordship Is Laughing di Shiv Ramdas
  - Blood Is Another Word for Hunger di Rivers Solomon
  - A Catalog of Storms di Fran Wilde
  - Do Not Look Back, My Lion di Alix E. Harrow
  - Ten Excerpts from an Annotated Bibliography on the Cannibal Women of Ratnabar Island di Nibedita Sen

## Retro Hugo
I premi Retro Hugo vengono assegnati 50, 75 o 100 anni dopo rispetto ad anni in cui la Worldcon non assegnò il premio.
- 1946 (assegnato nel 1996): Uncommon Sense di Hal Clement
  - Pericolo dallo spazio (The Ethical Equations) di Murray Leinster
  - The Waveries di Fredric Brown
  - Ciò che ti serve (What You Need) di Lewis Padgett (Henry Kuttner e C. L. Moore)
  - Correspondence Course di Raymond F. Jones
- 1951 (assegnato nel 2001): Come servire l'uomo (To Serve Man) di Damon Knight
  - Le maschere (Coming Attraction) di Fritz Leiber
  - Nato d'uomo e di donna (Born of Man and Woman) di Richard Matheson
  - Una metropolitana che si chiama Moebius (A Subway Named Moebius) di A. J. Deutsch
  - G-li gnurr fencono fuori talle pareti (The Gnurrs Come from the Voodvork Out) di Reginald Bretnor
- 1954 (assegnato nel 2004): I nove miliardi di nomi di Dio (The Nine Billion Names of God) di Arthur C. Clarke
  - Una vita magnifica (It's a Good Life) di Jerome Bixby
  - Stella lucente, stella splendente... (Star Light, Star Bright) di Alfred Bester
  - Un piatto di solitudine (A Saucer of Loneliness) di Theodore Sturgeon
  - La settima vittima (Seventh Victim) di Robert Sheckley